# Polypauropoides cuneatus
Polypauropoides cuneatus är en mångfotingart som beskrevs av Ulf Scheller 1997. Polypauropoides cuneatus ingår i släktet Polypauropoides och familjen Polypauropodidae. Inga underarter finns listade i Catalogue of Life.